# Paul O’Shea (Rennfahrer)
Paul O’Shea (* 1928 in den Vereinigten Staaten) ist ein ehemaliger US-amerikanischer Rennfahrer und dreifacher US-Sportwagenmeister.

## Motorsportkarriere
O’Shea wurde 1955 und  1956 beim Flugplatzrennen in Cumberland (Maryland)  auf einem Mercedes-Benz W 198 300 SL „Gullwing“ Coupé  sowie 1957 in Fort Worth, Texas mit dem offenen Tourensportwagen 300 SLS („Super-Leicht-Sport“) auf Basis des 300 SL Roadsters, Meister in der Rennsportkategorie „Class D modified“ der vom Sports Car Club of America ausgeschriebenen Sportwagenmeisterschaft.
Beim 12-Stunden-Rennen von Sebring 1955 belegte er mit seinem Teamkollegen Fritz Koster  auf Porsche 550 den 23. Platz.
Er fuhr in der Saison 1957 in Sports-Car-Club-of-America-Meisterschaft insgesamt 22 Rennen in der „Class D modified“ und gewann diese mit 11.400 Punkten. Dies war die bis dahin höchste Punktzahl aller Fahrer dieser Meisterschaft. O’Shea ist zudem der erste Fahrer der die Sportwagenmeisterschaft des Sports Car Club of America  dreimal in Folge gewann.
Beim 12-Stunden-Rennen von Sebring 1957 belegte er mit seinem Teamkollegen Pete Lovely auf Corvette SR-2  den 16. Platz und beim 12-Stunden-Rennen von Sebring 1959 mit seinem Teamkollegen Pedro Rodríguez auf Ferrari 250TR58 nach Motorschaden den 58. Platz.

## Statistik

### Sebring-Ergebnisse
| Jahr | Team                       | Fahrzeug                | Teamkollege       | Teamkollege      | Platzierung             | Ausfallgrund |
| ---- | -------------------------- | ----------------------- | ----------------- | ---------------- | ----------------------- | ------------ |
| 1953 | Erwin Goldschmidt          | Healey Silverstone      | Erwin Goldschmidt |                  | Ausfall                 | Aufhängung   |
| 1955 | Hoffmann Porsche Corp.     | Porsche 550             | Fritz Koster      |                  | Rang 23 und Klassensieg |              |
| 1957 | Lindsay Hopkins            | Chevrolet Corvette SR-2 | Pete Lovely       |                  | Rang 16                 |              |
| 1958 | North American Racing Team | Ferrari 250 GT LWB      | Bruce Kessler     | David Cunningham | Rang 5 und Klassensieg  |              |
| 1959 | Mexican National Auto Club | Ferrari 250TR58         | Pedro Rodríguez   |                  | Ausfall                 | Motorschaden |

### Einzelergebnisse in der Sportwagen-Weltmeisterschaft
| Saison | Team                       | Rennwagen               | 1   | 2   | 3   | 4   | 5   | 6   | 7   |
| ------ | -------------------------- | ----------------------- | --- | --- | --- | --- | --- | --- | --- |
| 1953   | Erwin Goldschmidt          | Healey Silverstone      | SEB | MIM | LEM | SPA | NÜR | RTT | CAP |
| 1953   | Erwin Goldschmidt          | Healey Silverstone      | DNF |     |     |     |     |     |     |
| 1955   | Hoffmann Porsche Corp.     | Porsche 550             | BUA | SEB | MIM | LEM | RTT | TAR |     |
| 1955   | Hoffmann Porsche Corp.     | Porsche 550             | 23  |     |     |     |     |     |     |
| 1957   | Lindsay Hopkins            | Chevrolet Corvette SR-2 | BUA | SEB | MIM | NÜR | LEM | KRI | CAR |
| 1957   | Lindsay Hopkins            | Chevrolet Corvette SR-2 | 16  |     |     |     |     |     |     |
| 1958   | North American Racing Team | Ferrari 250 GT          | BUA | SEB | TAR | NÜR | LEM | RTT |     |
| 1958   | North American Racing Team | Ferrari 250 GT          | 5   |     |     |     |     |     |     |
| 1959   | Mexican National Auto Club | Ferrari 250TR           | SEB | TAR | NÜR | LEM | RTT |     |     |
| 1959   | Mexican National Auto Club | Ferrari 250TR           | DNF |     |     |     |     |     |     |